# Ferdinand von Kuepach

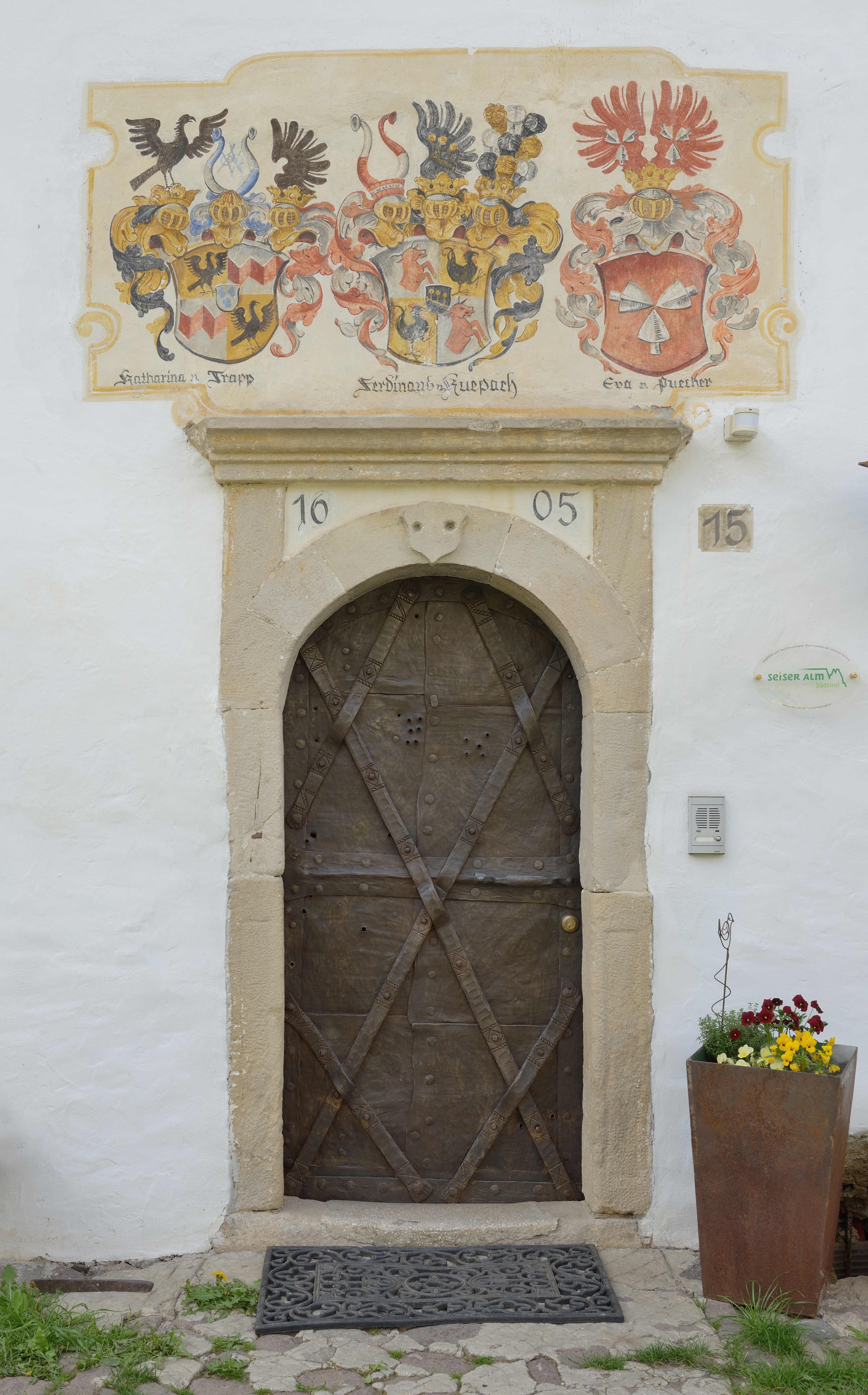
Wappen Ferdinand von Kuepach und seiner beiden Frauen über dem Eingang von Ansitz Zimmerlehen.

Ferdinand von Kuepach (* 1549 auf Schloss Ried; † 31. Juli 1613 auf Ansitz Zimmerlehen) war ein tirolerischer Adliger, österreichischer Rat, Viertelhauptmann an der Etsch und stellvertretender Landeshauptmann von Tirol.

## Geschichte
Er stammte aus dem alten tirolerischen Adelsgeschlecht derer von Kuepach und war eines von dreizehn Kindern von Christoph von Kuepach (* 1512 in Bozen; † 6. August 1576 auf Schloss Ried), Rat Kaiser Ferdinand I. und Hofkammersekretär Kaiser Maximilian II. 1580 kaufte Ferdinand von Kuepach den Ansitz Zimmerlehen in Obervöls am Schlern, sowie 1590 die Haselburg bei Bozen. Am 8. Mai 1591 erhielt er und sein Bruder Otto Markus (Marx) von Kuepach vom Tiroler Landesfürsten Erzherzog Ferdinand II. das Prädikat "zu Ried, Zimmerlehen und Haselburg." Mit den einflussreichsten Adelsgeschlechtern des Landes verschwägert, brachte er es bis zum stellvertretenden Landeshauptmanns von Tirol, welche Funktion er von 1607 bis zum 13. September 1610 ausübte. Er starb 1613 auf seinem Ansitz Zimmerlehen und wurde in der Jakobskapelle in Bozen beigesetzt. Möglicherweise hinterließ er einen Sohn oder Enkel gleichen Namens, welcher 1622 am Schloss Mentlberg bei Innsbruck, früher auch Ansitz Gallwies genannt, eine neue Kapelle mit Einsiedelei errichten ließ.

## Familie
Ferdinand von Kuepach heiratete in erster Ehe Eva von Puecher und in zweiter Ehe Katharina von Trapp.